# 1421
Évszázadok: 14. század – 15. század – 16. század
Évtizedek: 1370-es évek – 1380-as évek – 1390-es évek – 1400-as évek – 1410-es évek – 1420-as évek – 1430-as évek – 1440-es évek – 1450-es évek – 1460-as évek – 1470-es évek
Évek: 1416 – 1417 – 1418 – 1419 –  1420 – 1421 – 1422 – 1423 – 1424 – 1425 – 1426

## Események
- január 19. – II. Manuél bizánci császár birodalmi kormányzóvá emeli fiát VIII. Jóannészt (aki 1425-ben apja halálakor lép majd trónra).
- március 21. – A beaugé-i csata. A kis francia sereg meglepetésre legyőzi a Clarence hercege vezette angol erőket Normandiában, a csatában Clarence is elesik.
- május 26. – II. Murád követi az elhunyt I. Mehmed szultánt az Oszmán Birodalom trónján.
- november 17–19. – A németalföldi partot Dordrecht közelében az Északi-tenger vize árasztja el lerombolva 72 falut és megölve 10 000 embert.

## Születések
- december 6. – VI. Henrik angol király († 1471)
- július 25. – Henry Percy northumberlandi gróf (1421–1461) († 1461)

## Halálozások
- május 26. – I. Mehmed, az Oszmán Birodalom negyedik szultánja (* 1374?)
- március 21. – Thomas, Clarence hercege, IV. Henrik angol király második fia.